# The Powers That B
The Powers That B es el cuarto álbum de estudio y el primer álbum doble del grupo de hip hop experimental Death Grips.
El primer disco del álbum, Niggas on the Moon, fue lanzado como una descarga gratuita el 8 de junio del 2014. La instrumentación del primer disco fue interpretada completamente en un kit Roland V-Drum por el baterista Zach Hill y presenta samples vocales de la cantautora Björk en cada una de las canciones. El segundo disco del álbum, Jenny Death, fue lanzado junto al álbum completo, The Powers That B, el 31 de marzo de 2015 vía Harvest Records.

## Anuncio y anticipación
El grupo anunció oficialmente en su página de Facebook que lanzarían un álbum doble, The Powers That B, junto a los nombres del disco 1 y 2. el 8 de junio de 2014. La primera mitad del álbum, Niggas on the Moon, fue lanzado como una descarga gratuita a través de thirdworlds.net, el sitio web oficial de Death Grips, ese mismo día. Al día siguiente, 9 de junio, Björk confirmó sus contribuciones a través de sus redes sociales. El segundo disco, Jenny Death, fue anunciado para ser lanzado a finales de año. Death Grips anunció la finalización de The Powers That B a través de su página de Facebook, además de revelar la portada del álbum el 10 de octubre de 2014 El 9 de diciembre del 2014, Death Grips publicó un video musical para el único sencillo del álbum, "Inanimate Sensation".
Niggas on the Moon recibió críticas generalmente de mixtas a positivas. Larry Fitzmaurice de Pitchfork lo llamó "el esfuerzo menos intenso del grupo en toda su discografía", dando al álbum una nota de 6.7. En Metacritic, el álbum tiene una calificación de 70. Michael Madden de Consequence llamo Niggas on the Moon "un viaje emocionante porque siempre es algo propio. En virtud de ser divisivo como el infierno, Death Grips nos ha dado la bienvenida de regreso a su jungla". Death Grips estaba programado como acto secundario para una gira con Nine Inch Nails y Soundgarden en julio de 2014, pero de forma abrupta, el 2 de julio, el grupo anunció su separación en sus redes sociales, y que sus apariciones en la gira fueron canceladas, todo esto siendo escrito en una servilleta.
En la servilleta se puede leer:

«Ahora estamos en nuestro mejor momento, por lo tanto, Death Grips ha terminado. Nos hemos detenido oficialmente. Todas las fechas en vivo programadas actualmente están canceladas. Nuestro próximo álbum doble, The Powers That B, aún se distribuirá en todo el mundo a finales de este año a través de Harvest/Third Worlds Records. Death Grips fue y siempre ha sido una exposición de arte conceptual anclada en el sonido y la visión. Más allá de una "banda". Para nuestros verdaderos fanáticos, por favor sigan siendo leyendas.»

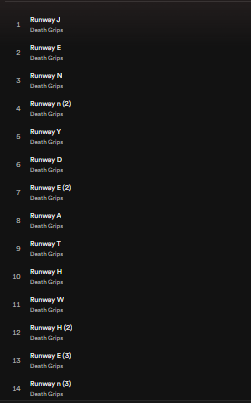
Lista de canciones de Fashion Week (Deletreando JENNYDEATHWHEN)

Cinco meses después del anuncio y sin ningún tipo de aviso previo, en enero de 2015, Death Grips lanzó un álbum de forma gratuita llamado Fashion Week. El álbum es instrumental en su totalidad, sin ninguna participación de MC Ride. Todas las canciones tienen el nombre "Runway" seguido por una letra (Ej. Runway J, Runway E, Runway N, etcétera), y al leer los nombres de las canciones de arriba para abajo, se puede leer la frase "JENNYDEATHWHEN", la cual era una frase usada por la comunidad de fanáticos de Death Grips en sitios como el subreddit del grupo que hace referencia a la larga espera y anticipación de parte de los aficionados por Jenny Death.

## Lanzamiento de Jenny Death (y The Powers That B)
Casi un mes después del lanzamiento de Fashion Week,  el 13 de febrero del 2015, Death Grips subió un nuevo video a su canal de YouTube. En este, se ve al grupo practicando las canciones: "I Break Mirrors with My Face in the United States", "Inanimate Sensation", "Turned Off", "Why a Bitch Gotta Lie" and "Lock Your Doors". El 12 de marzo, Death Grips lanzó un video en su canal de YouTube de la canción "On GP", filmado en una cámara de eco ubicada en Studio 1, Sunset Sound Recorders en Los Ángeles, California, que los muestra en una habitación casi vacía (a excepción de un altavoz Altec Lansing A7 en el centro de la habitación), casi completamente quietos salvo por algún que otro movimiento sutil de vez en cuando. El video musical oficial de "On GP" fue lanzado un día después, presentando varios trucos de magia realizados por el mago de Sacramento Russell Brown. El 17 de marzo, el grupo lanzó la canción "The Powers That B" en su canal de YouTube, así como la fecha de lanzamiento y los enlaces de reserva del álbum a través de su página de Facebook. Jenny Death se filtró en varios sitios web para compartir archivos y se compartió en 4chan y Reddit. Posteriormente, la banda subió el álbum completo en su página de YouTube. El mismo día, el grupo anunció en su Facebook que "podrían hacer más", dando a entender que tienen la intención de seguir haciendo música.
El 24 de marzo de 2015, Death Grips anunció a través de Facebook que se iban de gira para promocionar el álbum.
Jenny Death en general, tuvo una recepción muy positiva y las respuestas en general fueron mejores que las de Niggas on the Moon. El 16 de marzo del 2015, "On GP" del segundo disco del álbum, Jenny Death, recibió una reseña de "Mejor pista nueva" en el sitio web de Pitchfork. Pitchfork calificó el álbum con 8.1/10, calificando la segunda mitad del álbum como "el material más fuerte en mucho tiempo" y que "no está al nivel de su avance artístico y comercial The Money Store, pero te recordará absolutamente por qué los amabas en primer lugar." Consequence of Sound también le dio al álbum una crítica positiva, diciendo que "algunos de sus mejores números que cuajan escombros aparecen aquí" y también notó su cambio de género, afirmando que "es su álbum más punk, tanto musicalmente como en función".

## Desempeño comercial
El álbum debutó en el N.º 72 en el Billboard 200, N.º 15 en Top Rock Albums, y N.º 8 en Rap Albums, vendiendo alrededor de 9,000 en la primera semana. El álbum ha vendido 22 000 copias en los Estados Unidos hasta junio de 2016.

## Lista de canciones
Todas las canciones escritas por Death Grips
| Disco 1: Niggas on the Moon |                     |          |  |
| N.º                         | Título              | Duración |  |
| 1.                          | «Up My Sleeves»     | 5:17     |  |
| 2.                          | «Billy Not Really»  | 3:49     |  |
| 3.                          | «Black Quarterback» | 2:59     |  |
| 4.                          | «Say Hey Kid»       | 3:27     |  |
| 5.                          | «Have a Sad Cum BB» | 3:40     |  |
| 6.                          | «Fuck Me Out»       | 3:20     |  |
| 7.                          | «Voila»             | 3:29     |  |
| 8.                          | «Big Dipper»        | 5:28     |  |
| Duración total: 31:29       |                     |          |  |

| Disco 2: Jenny Death  |                                                     |          |  |
| N.º                   | Título                                              | Duración |  |
| 1.                    | «I Break Mirrors With My Face in the United States» | 2:41     |  |
| 2.                    | «Inanimate Sensation»                               | 6:04     |  |
| 3.                    | «Turned Off»                                        | 4:37     |  |
| 4.                    | «Why A Bitch Gotta Lie»                             | 4:40     |  |
| 5.                    | «Pss Pss»                                           | 4:33     |  |
| 6.                    | «The Powers That B»                                 | 5:32     |  |
| 7.                    | «Beyond Alive»                                      | 6:07     |  |
| 8.                    | «Centuries of Damn»                                 | 5:32     |  |
| 9.                    | «On GP»                                             | 6:07     |  |
| 10.                   | «Death Grips 2.0»                                   | 3:20     |  |
| Duración total: 49:13 |                                                     |          |  |

## Personal
Death Grips
- MC Ride – voz, letras
- Zach Hill – sintetizador, teclados, percusión, V-drums, producción, arreglos
- Andy Morin – bajo en canción 9 (Jenny Death), sintentizador, ingeniero, producción

Musicos adicionales
- Björk – samples vocales en canciones 1-8 (Niggas on the Moon)
- Nick Reinhart – guitarra en canciones 3, 4, 7, 8 & 9 (Jenny Death)
- Julian Imsdahl – sintentizador, mellotron, órgano, & guitarras en canciones 3, 4, 7, 8 & 9 (Jenny Death)

## Datos
- La edición de vinilo del álbum no contiene la canción "Death Grips 2.0", posiblemente por limitaciones de tiempo
- En la edición de CD, la canción "Inanimate Sensation" está mal escrita como "Inanimate Sesnation"
- En el video musical de "I've Seen Footage" de The Money Store, en los minutos 2:16, 2:26 y 3:14, se pueden ver versiones tempranas y la versión final de la portada de The Powers That B
- La portada de Jenny Death no aparece en la edición de vinilo de The Powers That B

## Listas
| Listas                | Posiciones más altas |
| --------------------- | -------------------- |
| UK Albums (OCC)       | 150                  |
| US Rap Albums         | 8                    |
| US Independent Albums | 4                    |